# Falck Räddningstjänst
Falck Räddningstjänst är ett svenskt dotterbolag inom den danska räddningskoncernen Falck. Falck Räddningstjänst bedriver brand-, räddnings- och sjukvårdstjänsten kärnkraftverket i Forsmark. 